# Муму (фільм, 1959)
«Муму» — радянський художній фільм 1959 року за однойменним оповіданням російського письменника Івана Сергійовича Тургенєва.

## Сюжет
Екранізація однойменної повісті Івана Тургенєва «Муму».

## У ролях
- Афанасій Кочетков — Герасим
- Олена Полевицька — панночка
- Ніна Гребешкова — Тетяна
- Ігор Безяєв — Капітон
- Іван Рижов — Гаврило Андрійович
- Євген Тетерін — Харитон
- Леонід Кміт — Степан
- Геннадій Сайфулін — форейтор
- Варвара М'ясникова — Любимівна
- Олександра Денисова — кастелянша
- Інна Федорова — Устинья, дружина Гаврила Андрійовича (у титрах А. Федорова)
- Гавриїл Бєлов — Потап, кучер
- Олексій Добронравов — дядько Хвіст
- Олена Вольська — кухарка
- Алевтина Румянцева — праля (у титрах: А. Румянова)

## Знімальна група
- Автор сценарію: Хрисанф Херсонський
- Режисери: Анатолій Бобровський, Євген Тетерін
- Оператор: Костянтин Петриченко
- Художники: Олександр Борисов, Арнольд Вайсфельд
- Композитор: Олексій Муравльов